# Glomar Challenger
Pour les articles homonymes, voir Challenger.

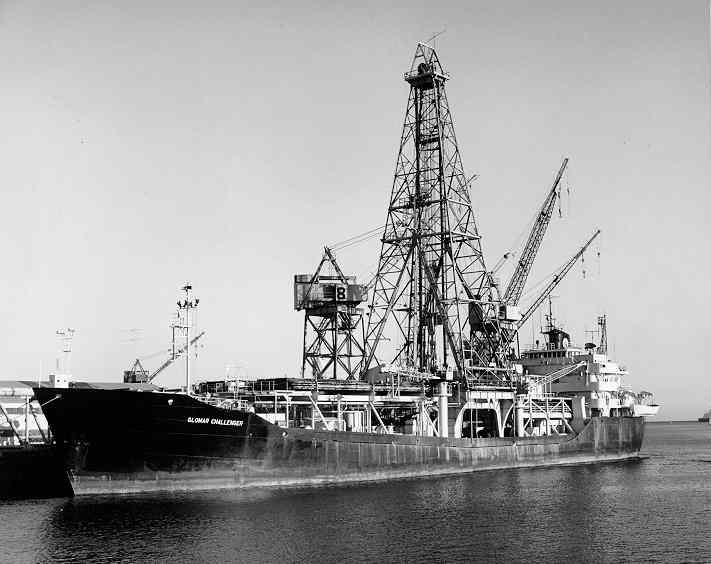
Glomar Challenger

Le Glomar Challenger est un navire de forage américain. C'est le premier navire spécialisé dans ce type d'opérations. Il a été développé avec comme objectif l'étude des fonds océaniques et la prospection.

## Sa vie
Le Glomar Challenger fut lancé le 23 mars 1967 depuis la ville d'Orange, aux États-Unis. Il descendit alors le fleuve Sabine pour arriver dans le golfe du Mexique. Il effectua alors une phase de test puis intégra le 28 août 1968 le Deep Sea Drilling Project.

## Ses missions
Il participa à de nombreuses campagnes de forages de 1968 à 1983 ce qui permit de mettre en évidence l'expansion des fonds océaniques.
Au début des années 1970, le navire est utilisé pour une exploration des fonds sous-marins de la Méditerranée. Les scientifiques, en particulier la sédimentologue italienne Maria Bianca Cita, établissent la présence de dépôts considérables de sel dans les sédiment des fonds marins ;  Maria Bianca Cita forme pour la première fois l'hypothèse initialement controversée qu'il y a eu un assèchement temporaire de la Méditerranée. Il est aujourd'hui consensuel que cet assèchement a bien eu lieu, et qu'il a duré 630 000 ans, de 5,96 à 5,33 millions d'années (Ma) avant le présent. Cet épisode géologique a reçu le nom de Crise de salinité messinienne.
En 1979, le Glomar Challenger avait effectué environ 500 forages à l'extérieur du plateau continental dans le cadre du projet de forages profonds.
Au cours de sa vie, ce navire effectuera 96 campagnes (legs), parcourant ainsi 375 000 milles, forant 1 092 puits répartis sur 624 sites. Ainsi, plus de 20 000 carottes ont été prélevées jusqu'à 7 000 mètres d'eau dans la fosse des Mariannes, et sur une profondeur maximale de 1,7 km.
Les rapports de campagne sont contenus dans ce que l'on appelle les Initial Reports du DSDP.